# Tre Crocipas
De Tre Crocipas (Italiaans: Passo Tre Croci, drie-kruisenpas) is een 1809 meter hoge bergpas in de Dolomieten. De pasweg vormt de verbinding tussen de bekende wintersportplaats Cortina d'Ampezzo en Misurina. Ten noorden van het pashoogte verheft zich het 3321 meter hoge bergmassief van de Monte Cristallo in het zuiden de berg Sorapis (3205 meter).
Gedurende de winter blijft de Tre Crocipas voor verkeer geopend. In nabijheid van de pashoogte zijn skiliften te vinden die de wintersporter naar de pistes op de hellingen van de Monte Cristallina brengt.

## Wielrennen
De Tre Crocipas is elf keer opgenomen in het parcours van wielerkoers Ronde van Italie. Als eerste passeerden de top:
- 1966 :  Ambrogio Portalupi
- 1970 :  Michele Dancelli
- 1971 :  Selvino Poloni
- 1973 :  José Manuel Fuente
- 1980 :  Claudio Bortolotto
- 1981 :  Beat Breu
- 1985 :  Rafaël Acevedo
- 2007 :  Leonardo Piepoli
- 2013 :  Pavel Broett
- 2018 :  Giulio Ciccone
- 2023 :  Derek Gee

Agnello · Aprica · Assietta · Baremone · Brenner · Brocon · Cadibona · Capannelle · Campolongo · Costalunga · Croce Dominii · Cuvignone · Duran · Esischie · Falzarego · Fauniera · Fedaia · Finestre · Forcola di Livigno · Foscagno · Gardena · Gavia · Giau · Giogo di Bala · Grote Sint-Bernhard · Jaufen · Joux · Kleine Sint-Bernhard · Lavaze · Leonessa · Lombarda · Maddalena · Manghen · Maniva · Mendel · Montgenèvre · Mont-Cenis · Monte Cristo · Mortirolo · Nigra · Nivolet · Penser Joch · Platigliolepas · Pfitscherjoch · Plöcken · Pordoi · Pratoriscio · Predil · Presolana · Reschen · Rolle · Sampeyre · San Carlo · San Marco · San Pellegrino · San Zeno · Scale · Sella · Sestriere · Sommeiller · Splügen · Staller Sattel · Staulanza · Stelvio · Tenda · Timmelsjoch · Tonale · Tre Croci · Tremalzo · Umbrail · Val Bighera · Valcavera · Valles · Valparola · Via del Sale · Vivione · Würz